# 2014-es Teen Choice Awards
A 2014-es Teen Choice Awards a 2013-as év legjobb filmes, televíziós és zenés alakításait értékelte. A díjátadót 2014. augusztus 10-én tartották a Los Angeles-i Shrine Auditoriumban, a házigazda Tyler Posey és Sarah Hyland volt. A ceremóniát a Fox televízióadó közvetítette élőben, a jelöltek listáját pedig 2014. június 17-én és július 17-én hozták nyilvánosságra.

## Győztesek és jelöltek
Forrás:

### Filmek
| Legjobb akciófilm | Legjobb színész akciófilmben |
| --- | --- |
| - A beavatott - A holnap határa - Godzilla - Demóna - A végzet ereklyéi: Csontváros | - Theo James – A beavatott - Jamie Campbell Bower – A végzet ereklyéi: Csontváros - Tom Cruise – A holnap határa - Kellan Lutz – Herkules legendája - Mark Wahlberg – A túlélő |
| Legjobb színésznő akciófilmben | Legjobb sci-Fi/fantasy |
| - Shailene Woodley – A beavatott - Emily Blunt – A holnap határa - Lily Collins – A végzet ereklyéi: Csontváros - Elle Fanning – Demóna - Angelina Jolie – Demóna | - Az éhezők viadala: Futótűz - A csodálatos Pókember 2. - Amerika Kapitány: A tél katonája - Thor: Sötét világ - X-Men: Az eljövendő múlt napjai |
| Legjobb színész sci-fiben/fantasyben | Legjobb színésznő sci-fiben/fantasyben |
| - Josh Hutcherson – Az éhezők viadala: Futótűz - Chris Evans – Amerika Kapitány: A tél katonája - Andrew Garfield – A csodálatos Pókember 2. - Chris Hemsworth – Thor: Sötét világ - Liam Hemsworth – Az éhezők viadala: Futótűz                                                                                         | - Jennifer Lawrence – Az éhezők viadala: Futótűz és X-Men: Az eljövendő múlt napjai - Halle Berry – X-Men: Az eljövendő múlt napjai - Scarlett Johansson – Amerika Kapitány: A tél katonája - Natalie Portman – Thor: Sötét világ - Emma Stone – A csodálatos Pókember 2.                                                           |
| Legjobb filmdráma | Legjobb színész filmdrámában |
| - Csillagainkban a hiba - Amerikai botrány - Igazából mennyország - Az egymillió dolláros kéz - Veronica Mars | - Ansel Elgort – Csillagainkban a hiba - Bradley Cooper – Amerikai botrány - Russell Crowe – Noé - Jason Dohring – Veronica Mars - Jon Hamm – Az egymillió dolláros kéz |
| Legjobb színésznő filmdrámában | Legjobb vígjáték |
| - Shailene Woodley – Csillagainkban a hiba - Kristen Bell – Veronica Mars - Sandra Bullock – Gravitáció - Jennifer Lawrence – Amerikai botrány - Emma Watson – Noé | - A csajok bosszúja - Ron Burgundy: A legenda folytatódik - Kavarás - Pofázunk és végünk - Vámpírakadémia |
| Legjobb színész vígjátékban | Legjobb színésznő vígjátékban |
| - Kevin Hart – Pofázunk és végünk - Will Ferrell – Ron Burgundy: A legenda folytatódik - Ice Cube – Pofázunk és végünk - Johnny Knoxville – A Jackass bemutatja: Rossz nagyapó - Adam Sandler – Kavarás | - Emma Roberts – Családi üzelmek - Christina Applegate – Ron Burgundy: A legenda folytatódik - Drew Barrymore – Kavarás - Zoey Deutch – Vámpírakadémia - Cameron Diaz – A csajok bosszúja |
| Legjobb animációs film | Legjobb szinkronszínész |
| - Jégvarázs - Így neveld a sárkányodat 2. - A Lego-kaland - Mr. Peabody és Sherman kalandjai - Rio 2. | - Idina Menzel – Jégvarázs - Kristen Bell – Jégvarázs - Cate Blanchett – Így neveld a sárkányodat 2. - Benedict Cumberbatch – A hobbit: Smaug pusztasága - Chris Pratt – A Lego-kaland |
| Legjobb áttörő alakítást nyújtó színész | Leghisztisebb karakter |
| - Ansel Elgort – Csillagainkban a hiba és A beavatott - Theo James – A beavatott - Elizabeth Olsen – Godzilla - Nicola Peltz – Transformers: A kihalás kora - Wyatt Russell – 22 Jump Street – A túlkoros osztag | - Jonah Hill – 22 Jump Street – A túlkoros osztag - Godzilla – Godzilla - Kevin Hart – Pofázunk és végünk - Ice Cube – 22 Jump Street – A túlkoros osztag - Jason Sudeikis – Családi üzelmek |
| Legjobb jelenetlopó | Legjobb gonosz |
| - Nat Wolff – Csillagainkban a hiba - Sam Claflin – Az éhezők viadala: Futótűz - Nicholas Hoult – X-Men: Az eljövendő múlt napjai - Anthony Mackie – Amerika Kapitány: A tél katonája - Ellen Page – X-Men: Az eljövendő múlt napjai                                                                                     | - Donald Sutherland – Az éhezők viadala: Futótűz - Michael Fassbender – X-Men: Az eljövendő múlt napjai - Jamie Foxx – A csodálatos Pókember 2. - Kelsey Grammer – Transformers: A kihalás kora - Kate Winslet – A beavatott |
| Legjobb kémia filmben | Legjobb csók |
| - Ansel Elgort, Nat Wolff és Shailene Woodley – Csillagainkban a hiba - Cameron Diaz, Leslie Mann és Kate Upton – A csajok bosszúja - Chris Evans és Anthony Mackie – Amerika Kapitány: A tél katonája - Kevin Hart és Ice Cube – Pofázunk és végünk - Jonah Hill és Channing Tatum – 22 Jump Street – A túlkoros osztag | - Ansel Elgort és Shailene Woodley – Csillagainkban a hiba - Jennifer Aniston, Will Poulter és Emma Roberts – Családi üzelmek - Chris Evans és Scarlett Johansson – Amerika Kapitány: A tél katonája - Andrew Garfield és Emma Stone – A csodálatos Pókember 2. - Josh Hutcherson és Jennifer Lawrence – Az éhezők viadala: Futótűz |
| Legjobb nyári film | Legjobb színész nyári filmben |
| - 22 Jump Street – A túlkoros osztag - A majmok bolygója: Forradalom - Earth to Echo - Herkules - Gondolkozz pasiaggyal! 2. - Transformers: A kihalás kora | - Channing Tatum – 22 Jump Street – A túlkoros osztag - Jonah Hill – 22 Jump Street – A túlkoros osztag - Dwayne Johnson – Herkules - Melissa McCarthy – Tammy - Mark Wahlberg – Transformers: A kihalás kora |

### Televízió
| Legjobb drámasorozat | Legjobb színész drámasorozatban |
| --- | --- |
| - Hazug csajok társasága - The Fosters - Szívek doktora - Elcserélt lányok - Twisted | - Ian Harding – Hazug csajok társasága - Keegan Allen – Hazug csajok társasága - Jake T. Austin – The Fosters - Lucas Grabeel – Elcserélt lányok - Avan Jogia – Twisted                                |
| Legjobb színésznő drámasorozatban | Legjobb sci-Fi/fantasysorozat |
| - Lucy Hale – Hazug csajok társasága - Troian Bellisario – Hazug csajok társasága - Lucy Hale – Szívek doktora - Maddie Hasson – Twisted - Maia Mitchell – The Foster                               | - Vámpírnaplók - A zöld íjász - Egyszer volt, hol nem volt - Az Álmosvölgy legendája - Teen Wolf – Farkasbőrben                                                                                        |
| Legjobb színész sci-Fi/fantasysorozatban | Legjobb színésznő sci-Fi/fantasysorozatban |
| - Ian Somerhalder – Vámpírnaplók - Josh Dallas – Egyszer volt, hol nem volt - Joseph Morgan – The Originals – A sötétség kora - Tyler Posey – Teen Wolf – Farkasbőrben - Paul Wesley – Vámpírnaplók | - Nina Dobrev – Vámpírnaplók - Ginnifer Goodwin – Egyszer volt, hol nem volt - Kat Graham – Vámpírnaplók - Claire Holt – The Originals – A sötétség kora - Kristin Kreuk – A szépség és a szörnyeteg   |
| Legkiemelkedőbb műsor | Legjobb áttörő alakítást nyújtó színész |
| - Simlis spinék - Being Mary Jane - Chasing Life - Az uralkodónő - Az Álmosvölgy legendája | - Brett Dalton – A S.H.I.E.L.D. ügynökei - Richard Brancatisano – Chasing Life - Tom Mison – Az Álmosvölgy legendája - Miguel Pinzon – Mystery Girls - Toby Regbo – Az uralkodónő                      |
| Legjobb áttörő alakítást nyújtó színésznő | Legjobb vígjátéksorozat |
| - Sasha Pieterse – Hazug csajok társasága - Nicole Beharie – Az Álmosvölgy legendája - Dove Cameron – Liv és Maddie - Adelaide Kane – Az uralkodónő - Emily Bett Rickards – A zöld íjász            | - Agymenők - Austin és Ally - Glee – Sztárok leszünk! - Új csaj - Sam és Cat |
| Legjobb színész vígjátéksorozatban | Legjobb színésznő vígjátéksorozatban |
| - Ross Lynch – Austin és Ally - Ashton Kutcher – Két pasi – meg egy kicsi - Chord Overstreet – Glee – Sztárok leszünk! - Jim Parsons – Agymenők - Andy Samberg – Brooklyn 99 – Nemszázas körzet     | - Lea Michele – Glee – Sztárok leszünk! - Kaley Cuoco – Agymenők - Mindy Kaling – The Mindy Project - Laura Marano – Austin és Ally - Debby Ryan – Jessie                                              |
| Legjobb rajzfilmsorozat | Legjobb valóságshow |
| - A Simpson család - Kalandra fel! - Family Guy - Rejtélyek városkája - Parkműsor | - Keeping Up with the Kardashians - Cosmos: A Spacetime Odyssey - Dance Moms - Real Husbands of Hollywood - Total Divas                                                                                |
| Legjobb vetélkedő | Legjobb tévés főgonosz |
| - The Voice - The Amazing Race - American Idol - MasterChef Junior - Survivor | - Dylan O'Brien – Teen Wolf – Farkasbőrben - Robbie Kay – Egyszer volt, hol nem volt - Jane Lynch – Glee – Sztárok leszünk! - Janel Parrish – Hazug csajok társasága - Paul Wesley – Vámpírnaplók      |
| Legjobb férfi jelenetlopó | Legjobb női jelenetlopó |
| - Tyler Hoechlin – Teen Wolf – Farkasbőrben - Darren Criss – Glee – Sztárok leszünk! - Adam DeVine – Modern család - Tahj Mowry – Papás-Babás - Michael Trevino – Vámpírnaplók                      | - Candice Accola – Vámpírnaplók - Mayim Bialik – Agymenők - Sarah Hyland – Modern család - Naya Rivera – Glee – Sztárok leszünk! - Eden Sher – A semmi közepén                                         |
| Legjobb férfi tévés személyiség | Legjobb női tévés személyiség |
| - Adam Levine – The Voice - Nick Cannon – America’s Got Talent - Rob Dyrdek – Ridiculousness - Max Joseph, Nev Schulman – Catfish: The TV Show - Ryan Seacrest – American Idol                      | - Shakira – The Voice - Cat Deeley – So You Think You Can Dance - The Kardashians és a Jenner-nővérek– Keeping Up with the Kardashians - Jennifer Lopez – American Idol - Abby Lee Miller – Dance Moms |
| Legjobb színész nyári sorozatban | Legjobb színésznő nyári sorozatban |
| - Tyler Blackburn – Hazug csajok társasága - Jean-Luc Bilodeau – Papás-Babás - David Lambert – The Fosters - Tyler Posey – Teen Wolf – Farkasbőrben - Mike Vogel – A búra alatt                     | - Ashley Benson – Hazug csajok társasága - Shay Mitchell – Hazug csajok társasága - Emily Osment – Young & Hungry - Cierra Ramirez – The Fosters - Italia Ricci – Chasing Life                         |
| Legjobb nyári sorozat | |
| - Lehetetlen küldetés - Papás-Babás - Riley a nagyvilágban - So You Think You Can Dance - A búra alatt - Young & Hungry                                                                             | |

### Zene
| Legjobb férfi zenész | Legjobb női zenész |
| --- | --- |
| - Ed Sheeran - Jason Derulo - Austin Mahone - Pitbull - Justin Timberlake - Pharrell Williams | - Ariana Grande - Beyoncé - Miley Cyrus - Lorde - Katy Perry - Taylor Swift |
| Legjobb együttes | Legjobb R&B/Hip-Hop zenész |
| - One Direction - 5 Seconds of Summer - Fifth Harmony - R5 - Rixton | - Iggy Azalea - Eminem - John Legend - Nicki Minaj - Justin Timberlake |
| Legjobb elektronikus zenész | Legjobb elektronikus szám |
| - Calvin Harris - Martin Garrix - Kaskade - Skrillex - Zedd | - "Wake Me Up!" – Avicii - "#Selfie" – The Chainsmokers - "Animals" – Martin Garrix - "Latch" – Disclosure feat. Sam Smith - "Summer" – Calvin Harris                                                              |
| Legjobb rockzenész | Legjobb férfi countryzenész |
| - Imagine Dragons - The Black Keys - Coldplay - OneRepublic - Paramore | - Hunter Hayes - Luke Bryan - Jake Owen - Blake Shelton - Keith Urban |
| Legjobb női countryzenész | Legjobb countryegyüttes |
| - Taylor Swift - Jana Kramer - Miranda Lambert - Kacey Musgraves - Carrie Underwood | - Lady Antebellum - The Band Perry - Florida Georgia Line - Parmalee - Zac Brown Band |
| Legjobb zeneszám férfi zenésztől | Legjobb zeneszám női zenésztől |
| - "Sing" – Ed Sheeran - "Happy" – Pharrell Williams - "Mmm Yeah" – Austin Mahone feat. Pitbull - "Stay with Me" – Sam Smith - "Talk Dirty" – Jason Derulo feat. 2 Chainz                                          | - "Problem" – Ariana Grande feat. Iggy Azalea - "Dark Horse" – Katy Perry feat. Juicy J - "Fancy" – Iggy Azalea feat. Charli XCX - "Let It Go" – Idina Menzel - "Team" – Lorde                                     |
| Legjobb zeneszám együttestől | Legjobb countryszám |
| - "Story of My Life" – One Direction - "Boss" – Fifth Harmony - "Me and My Broken Heart" – Rixton - "Rude" – Magic! - "She Looks So Perfect" – 5 Seconds of Summer                                                | - "This Is How We Roll" – Florida Georgia Line feat. Luke Bryan - "Bartender" – Lady Antebellum - "Beachin'" – Jake Owen - "Play It Again" – Luke Bryan - "Somethin' Bad" – Miranda Lambert feat. Carrie Underwood |
| Legjobb rockszám | Legjobb R&B/Hip-Hopszám |
| - "Pompeii" – Bastille - "Ain't It Fun" – Paramore - "Love Runs Out" – OneRepublic - "Maps" – Maroon 5 - "On Top of the World" – Imagine Dragons                                                                  | - "Fancy" – Iggy Azalea feat. Charli XCX - "All of Me" – John Legend - "Na Na" – Trey Songz - "Pills n Potions" – Nicki Minaj - "Turn Down for What" – DJ Snake feat. Lil Jon                                      |
| Legjobb szerelmes szám | Legjobb szakítós szám |
| - "You & I" – One Direction - "All of Me" – John Legend - "Boom Clap" – Charli XCX - "Not a Bad Thing" – Justin Timberlake - "Somebody to You" – The Vamps feat. Demi Lovato                                      | - "Story of My Life" – One Direction - "Amnesia" – 5 Seconds of Summer - "Break Free" – Ariana Grande feat. Zedd - "Miss Movin' On" – Fifth Harmony - "Really Don't Care" – Demi Lovato feat. Cher Lloyd           |
| Legkiemelkedőbb zenész | Legkiemelkedőbb együttes |
| - Austin Mahone - Becky G - Rita Ora - Cody Simpson - Zendaya | - 5 Seconds of Summer - Fifth Harmony - MKTO - Rixton - The Vamps |
| Legjobb nyári együttes | Legjobb nyári szám |
| - 5 Seconds of Summer - Fifth Harmony - Florida Georgia Line - Fifth Harmony - Rixton | - "Really Don't Care" – Demi Lovato feat. Cher Lloyd - "Fancy" – Iggy Azalea feat. Charli XCX - "Rude" – Magic! - "Summer" – Calvin Harris - "Wiggle" – Jason Derulo feat. Snoop Dogg                              |
| Legjobb férfi nyári zenész | Legjobb női nyári zenész |
| - Jason Derulo - Luke Bryan - John Legend - Sam Smith - Pharrell Williams | - Demi Lovato - Iggy Azalea - Becky G - Ariana Grande - Nicki Minaj |
| Legjobb nyári turné | |
| - Where We Are Tour – One Direction - The 20/20 Experience World Tour – Justin Timberlake - On the Run Tour – Beyoncé feat. Jay Z - Prismatic World Tour – Katy Perry - That's My Kind of Night Tour – Luke Bryan | |

### Divat
| Legszexibb férfi                                                                              | Legszexibb nő                                                                      |
| --------------------------------------------------------------------------------------------- | ---------------------------------------------------------------------------------- |
| - One Direction - Zac Efron - Ryan Gosling - Liam Hemsworth - Austin Mahone - Ian Somerhalder | - Selena Gomez - Beyoncé - Ariana Grande - Kendall Jenner - Rihanna - Bella Thorne |

### Sport
| Legjobb férfi atléta                                                                              | Legjobb női atléta                                                                      |
| ------------------------------------------------------------------------------------------------- | --------------------------------------------------------------------------------------- |
| - LeBron James - Kevin Durant - Dale Earnhardt Jr. - Tim Howard - Johnny Manziel - Russell Wilson | - Serena Williams - Meryl Davis - Lucy Li - Candace Parker - Danica Patrick - Amy Purdy |

### Web
| Legjobb férfi közösségi sztár | Legjobb női közösségi sztár                                                                    |
| --- | ---------------------------------------------------------------------------------------------- |
| Tyler Oakley - Cameron Dallas - Connor Franta - Joey Graceffa - Shawn Mendes - Troye Sivan                                                                                                | Bethany Mota - Grace Helbig - iJustine - Michelle Phan - Andrea Russett - Zoella               |
| Legjobb humoros közösségi sztár | Legjobb zenés közösségi sztár                                                                  |
| Our2ndLife - Colleen Ballinger - Hannah Hart - Lohanthony - Jenn McAllister - Brittani Louise Taylor                                                                                      | Shawn Mendes - Boyce Avenue - Cimorelli - Christina Grimmie - Megan and Liz - Lindsey Stirling |
| Legjobb divat közösségi sztár | Legjobb gamer                                                                                  |
| Zoella - Elle and Blair Fowler - Bunny Meyer - Bethany Mota - Ingrid Nilsen - Michelle Phan                                                                                               | PewDiePie - Joey Graceffa - iHasCupquake - iJustine - Toby Turner                              |
| Legjobb webes együttműködés | A közösségi média királya                                                                      |
| Tyler Oakley és Troye Sivan - Jack Baran, Rebecca Black, Lohanthony, Andrew Lowe és Jenn McAllister - Alfie Deyes és Ariana Grande - Dan Howell és Phil Lester - JacksGap és PrankvsPrank | One Direction - Justin Bieber - Ashton Kutcher - Ian Somerhalder - Justin Timberlake           |
| A közösségi média királynője | Legjobb Twitter személyiség                                                                    |
| Katy Perry - Lady Gaga - Rihanna - Britney Spears - Taylor Swift | One Direction - Justin Bieber - Demi Lovato - Katy Perry - Ian Somerhalder                     |
| Legjobb Intstagramm sztár | Legjobb Vine sztár                                                                             |
| Miley Cyrus - Justin Bieber - Selena Gomez - Rihanna - Taylor Swift | Cameron Dallas - Matthew Espinosa - Jack & Jack - Shawn Mendes - Lele Pons                     |
| Legfanatikusabb rajongókkal rendelkező sztár |                                                                                                |
| One Direction - Fifth Harmony - Ariana Grande - Demi Lovato - Taylor Swift |                                                                                                |

### Egyéb
| Legjobb mosoly                                                             | Legjobb humorista                                                          |
| -------------------------------------------------------------------------- | -------------------------------------------------------------------------- |
| - Harry Styles - Selena Gomez - Demi Lovato - Austin Mahone - Taylor Swift | - Kevin Hart - Jimmy Fallon - Mindy Kaling - Andy Samberg - Kenan Thompson |
| Divatdiktátor                                                              |                                                                            |
| - Zendaya - Iggy Azalea - Ashley Benson - Kendall Jenner - Emma Roberts    |                                                                            |

## Műsorvezetők
A gálán az alábbi műsorvezetők működtek közre:
- Taylor Swift
- Collins Key
- Keegan Allen
- Tyler Blackburn
- Ian Harding
- Jamie Blackley
- Chloë Grace Moretz
- Victoria Justice
- Gregg Sulkin
- Nina Dobrev
- Kellan Lutz
- Cameron Dallas
- Bella Thorne
- The Band Perry
- Jennifer Lopez
- Odeya Rush
- Brenton Thwaites
- Colton Haynes
- Fifth Harmony
- Ciara Bravo
- Cat Deely
- Charlie Rowe
- Nolan Sotillo
- MKTO
- Cody Simpson
- Lea Michele
- Paul Wesley
- Hailee Steinfeld
- Nat Wolff
- Ian Somerhalder
- Jake T. Austin
- Hilary Duff

## Fordítás
- Ez a szócikk részben vagy egészben  a(z)   2014 Teen Choice Awards című angol Wikipédia-szócikk fordításán alapul.  Az eredeti cikk szerkesztőit annak laptörténete sorolja fel. Ez a jelzés csupán a megfogalmazás eredetét és a szerzői jogokat jelzi, nem szolgál a cikkben szereplő információk forrásmegjelöléseként.